# KanJam

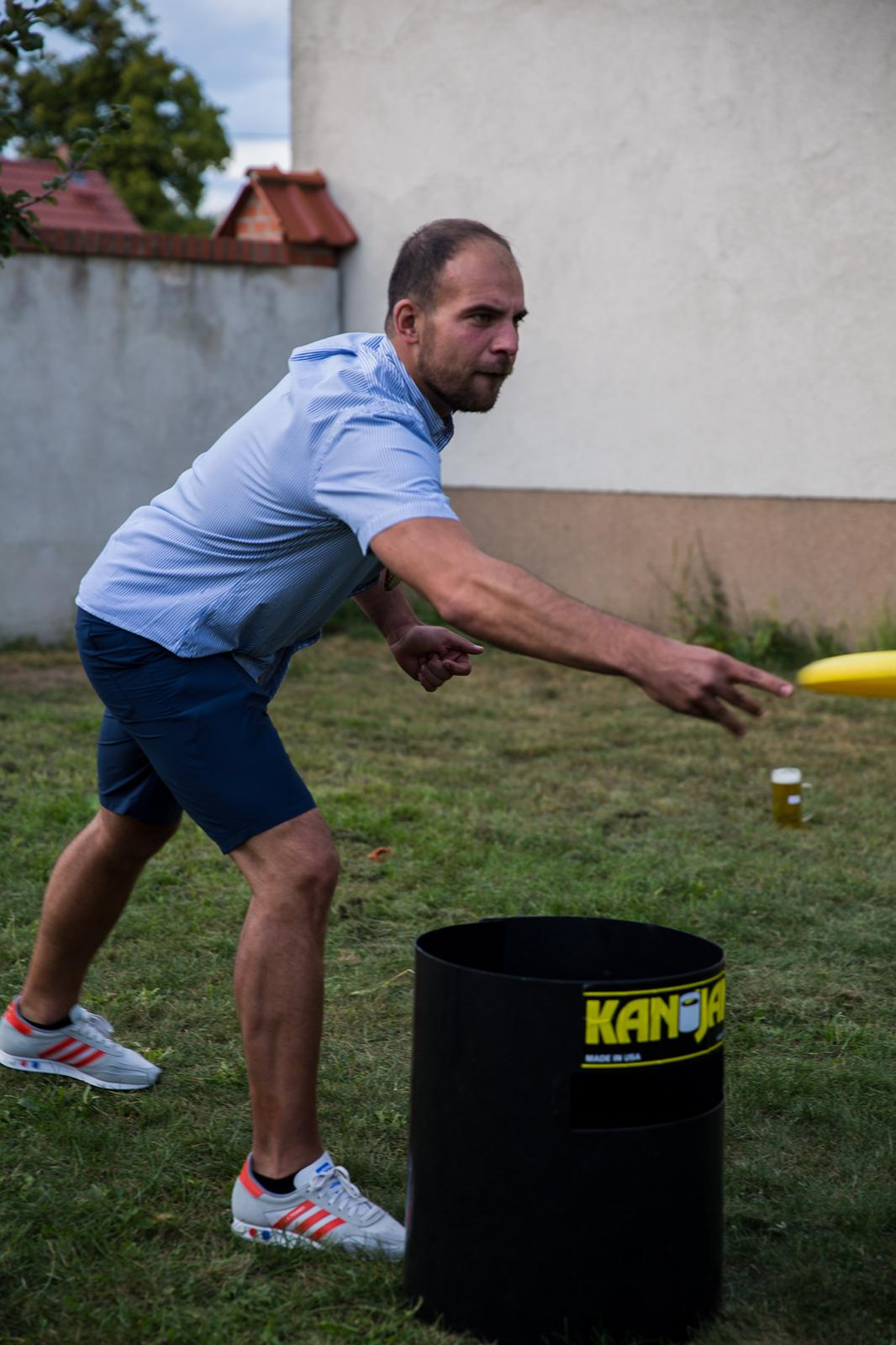
Ein KanJam-Spieler

KanJam ist ein Frisbeesportspiel, bei dem man einen Frisbee direkt an oder in eine „Tonne“ („Kan“) wirft bzw. den Frisbee von einem Mitspieler an oder in diese „schlagen“ lässt.

## Geschichte
Das Präzisionssportspiel wurde in den späten 1980er Jahren von den Studenten Charles Sciandra und Paul Swisher in Buffalo, New York als „Trash Can Frisbee“ entwickelt. Beim Spielen mit einem Frisbee in Parks kamen sie auf die Idee, auf die dort platzierten Abfalleimer zu schießen. Das Spielkonzept wurde später verfeinert und bald verbreitete sich „Trash Can Frisbee“ und wurde vor allem in der Nähe von Buffalo zu einem beliebten Partyspiel.
Das Spielkonzept ließen sich die Entwickler später patentieren und gründeten 2005 das Unternehmen KanJam.
Das Spiel wurde in den Vereinigten Staaten dann binnen eines Jahres an mehr als 1.000 Schulen im Sportunterricht eingesetzt. Im Jahr 2007 lag der Absatz des Unternehmens bereits bei geschätzten 12.000–14.000 Einheiten. 2011 wurden bereits mehr als 100.000 Einheiten pro Jahr verkauft und das Spiel an 2.500 Schulen in den USA eingesetzt. Seit dem Jahr 2013 wird es auch international verkauft.

## Spielprinzip
Das Spiel wird mit zwei Teams aus je zwei Personen gespielt. Die Wurfsportart benötigt keine eigenen Plätze, sondern kann in jeder öffentlichen Grün- oder Sportanlage mit ausreichend Platz gespielt werden. Vor Spielbeginn werden die beiden Tonnen 50 Fuß (= 15,24 m) voneinander entfernt aufgestellt. Die Tonnen bestehen aus stabilen Kunststoffbahnen, die sich zu Zylindern von 50 cm Höhe und 40 cm Durchmesser zusammenstecken lassen. An der Vorderseite jeder Tonne befindet sich ein Schlitz mit den Maßen 3" × 12" (7,5 cm × 30 cm).
Die Mitspieler eines Teams stehen an den jeweiligen gegenüberliegenden Tonnen. Pro Runde fungiert einer der Spieler als Werfer („Thrower“), sein Partner an der gegenüberliegenden Tonne als Ablenker („Deflector“). Der werfende Spieler versucht die Tonne zu treffen oder im Idealfall den Frisbee direkt in die Tonne zu werfen. Der Ablenker kann den Werfer bei ungenauen Würfen unterstützen, indem er die Frisbee-Disc ablenkt oder verlängert, so dass sie doch noch die Tonne trifft. Dazu darf der Ablenker die Scheibe mittels eines Schlages oder Blocks umlenken. Der Frisbee darf dabei aber nicht mehrmals berührt, gefangen oder getragen werden.
Danach wechseln Werfer und Ablenker, bevor die zweite Mannschaft an der Reihe ist.
Für die Treffer werden folgende Punkte vergeben:
- 1 Punkt: der Wurf wird vom zweiten Spieler umgeleitet und trifft die Tonne an der Außenseite
- 2 Punkte: der Werfer trifft die Außenseite der Tonne ohne Hilfe des Ablenkers oder der Werfer trifft den Zielschlitz, aber der Frisbee fliegt wieder aus der Tonne heraus
- 3 Punkte: der Wurf wird vom zweiten Spieler umgeleitet und landet in der Tonne („Slam Dunk“)

Bei einem direkten Innentreffer durch die obere Öffnung oder den Zielschlitz ohne Hilfe des Ablenkers gewinnt das Team sofort. Ansonsten gewinnt das Team, welches als erstes genau 21 Punkte erzielt. Für den Spielgewinn müssen exakt 21 Punkte erzielt werden. Im Falle der Überschreitung von 21 Punkten werden die zuletzt erzielten Punkte von den Gesamtpunkten abgezogen. Erzielt ein Team beispielsweise bei einem Spielstand von 19 Punkten einen Slam Dunk mit drei Punkten, dann wird ihr Punktestand auf 16 reduziert.
Weiterhin gelten folgenden Regeln:
- Der werfende Spieler muss beim Wurf hinter der gegnerischen Tonne stehen. Überschreitet er diese Linie, erhält das Team keinen Punkt.
- Berührt der Frisbee den Boden, bevor er die Tonne trifft, wird kein Punkt vergeben.
- Berührt der Ablenker den Frisbee mehrfach oder fängt bzw. trägt er den Frisbee, bevor dieser die Tonne trifft, wird kein Punkt vergeben.
- Falls das gegnerische Team in den Wurf eingreift, um das Tor zu verteidigen, erhält das werfende Team drei Punkte. Bei einem Spielstand von 19 bzw. 20 Punkten werden nur ein Punkt bzw. zwei Punkte vergeben.
- Außer bei einem Sofortsieg müssen beide Teams die gleiche Anzahl an Würfen ausführen. Kommt es dabei zu einem Punktegleichstand, wird das Spiel fortgesetzt, bis ein Team in einer Runde mehr Punkte erzielen kann als das andere.

## Varianten
Es gibt eine Variante mit kleineren Tonnen und einer kleineren Disc, die unter der Bezeichnung KanJam Mini angeboten wird. Diese kann auch in Gebäuden gespielt werden.
Mit dem KanJam Illuminate Leuchtkit mit LED-Lichtern für die Tonnen und einer leuchtenden Frisbee-Disc kann das Spiel auch nachts gespielt werden.
Eine weitere Variante ist KanJam Splash, die mit schwimmenden Tonnen im Wasser gespielt werden kann.